# Manciuria
Manciuria este o regiune din Nord-Estul Chinei.
Din această regiune provine poporul manciurian, care a cucerit China și din rândul căruia provine dinastia manciuriană, care a condus China pînă în 1911. În 1211, Genghis-Han a invadat și cucerit Manciuria. 
Ținutul este limitat la est de fluviile Heilong Jiang și Ussuri, la nord de Heilong Jiang, Marele Zid Chinezesc și Munții Marele Hinggan (1.725 m), la vest de Marele Zid Chinezesc iar la sud de fluviul Yalu. Manciuria în nord se continuă cu Siberia rusă, la vest cu Mongolia și la sud cu Coreea de Nord.

## Orașe mai mari
- Changchun (chineză: 長春);
- Dalian (chineză: 大連);
- Fushun (chineză: 撫順);
- Harbin (chineză: 哈爾濱);
- Jilin (chineză: 吉林);
- Qiqihar (chineză: 齊齊哈爾);
- Shenyang (chineză: 瀋陽; mai demult Mukden).

## Fluvii mai importante
- Hēilóng Jiāng (chineză: 黑龍江; rusă Amur);
- Songhua Jiang (chineză: 松花江).